# Lorp-Sentaraille
 Lorp-Sentaraille  es una población y comuna francesa, en la región de Mediodía-Pirineos, departamento de Ariège, en el distrito de Saint-Girons y cantón de Saint-Lizier.

## Demografía
| 651 | 697 | 852 | 944 | 1092 | 1138 |
| Para los censos de 1962 a 1999 la población legal corresponde a la población sin duplicidades (Fuente: INSEE [Consultar]) |     |     |     |      |      |